# Kyperjärvi
Kyperjärvi är en sjö i kommunen Villmanstrand i landskapet Södra Karelen i Finland. Arean är 34 hektar och strandlinjen är 4,2 kilometer lång. Sjön  ingår i Tervajokis huvudavrinningsområde.   Den ligger omkring 22 kilometer söder om Villmanstrand och omkring 190 kilometer öster om Helsingfors. 